# تیوولی (تگزاس)
تیوولی (به انگلیسی: Tivoli) یک منطقهٔ مسکونی در ایالات متحده آمریکا است که در تگزاس واقع شده‌است. تیوولی ۴۷۹ نفر جمعیت دارد.